# Camping Paradis
Camping Paradis és una sèrie francesa creada per Michel Alexandre (guionista) i emesa des del 21 de novembre de 2006 a TF1. Consta de 13 temporades; l'últim capítol de la 12a temporada es va emetre el 6 de desembre de 2021, i la 13a està formada per tres capítols, amb convidats com Vincent Lagaf, Carole Richert i Philippe Bas.
Es van rodar dos capítols especials amb personatges de la sèrie Joséphine: el primer, "Trois campeurs et un mariage", es va emetre el 12 de març de 2018; el segon, "Un ange gardien au camping", es va emetre el 10 de setembre de 2018.
La sèrie va gaudir d'una bona audiència al començament (amb 7,5 milions d'espectadors de mitjana el primer any), però va anar disminuint posteriorment. El 2019, quan es va emetre l'última temporada inèdita, l'audiència d'aquesta va estar per sota de la mitjana de 4 milions d'espectadors. Els capítols emesos el 2021, en canvi, van ser un èxit i van arribar a més de 5 milions d'espectadors. Tot i així, TF1 només va encarregar tres nous episodis per al 2022.

## Sinopsi
El propietari del càmping Paradis, Tom Delormes (Laurent Ournac) i el seu equip han de fer front a les aglomeracions estiuenques i gestionar els problemes que puguin sorgir, alhora que s'esforcen per satisfer al màxim els clients.

## Repartiment

### Personatges principals
- Laurent Ournac: Tom Delormes, propietari i director del càmping[4]
- Patrick Guérineau: Xavier Proteau, cambrer del càmping i responsable esportiu
- Thierry Heckendorn / Olivier Saladin (2 episodis): André Durieux, el gerent del càmping
- Candiie: Audrey Dukor, la recepcionista (des de la temporada 8)
- Princess Erika: Rosy, antiga gerent de recepció (temporades 1-4)[5]
- Jennifer Lauret: Ariane Leroy, antiga fisioterapeuta del càmping[6] (temporades 1 a 3, temporada convidada 4 i 9)
- Aurélie Konaté: Aurélie Constantin, antiga directora de recepció[7] (temporades 5 a 7)
- Constance Labbé: Adèle, exdirectora esportiva (temporada 8, temporada 9 convidada)
- Ariane Brodier: Juliette Vanin, exdirectora esportiva (temporada 9)
- Géraldine Lapalus: Amandine Joubert, exdirectora esportiva[8] (temporades 1 a 7, temporada convidada 8 i 10)

### Personatges recurrents
- Patrick Paroux: Christian Parizot, campista fidel des de fa més de 35 anys, originari de Colmar (des de la temporada 1)
- Alexandra Vandernoot: Françoise Leroy, mare d'Ariane (temporades 1 a 2).
- Jean-Pierre Bouvier: Clément Leroy, pare d'Ariane (temporades 1 a 2 i creuament amb Joséphine).
- Julien Cafaro: Hervé, company de Jean-Pierre (temporades 1 a 3).
- Christian Pereira: Jean-Pierre "Jean-Pi", company d'Hervé (temporada 1).
- Gérard Chaillou: Jean-Pierre "Jean-Pi", company d'Hervé (temporades 2 a 3).
- Barbara Probst: Elsa Delorme, germana petita de Tom (temporades 1 a 3, temporada convidada 9).
- Franz-Rudolf Lang: Gilles, estiuejant solitari (temporades 3 a 5, 8 i 10).
- Marie Vincent: Francine, senyora alcaldessa (temporades 3 i 5).
- Alexandre Thibault: Mathieu, director del càmping rival Camping du Beaurivage i company de Rosy (temporades 1, 2 i 6).
- Adrien Schmück: Sam, el jove en pràctiques del càmping (temporada 7).

Molts actors convidats també han passat per les diverses temporades de Càmping Paradis, com Alexandre Varga, Cécile Bois, Patrick Sébastien, Amanda Lear, Stéphane Blancafort, Mimie Mathy (després del crossover amb Joséphine), Véronique Genest, etc.

## Rodatge
L'episodi pilot es va rodar al càmping «Les Coteaux de la Marine», situat a l'altiplà de Valençòla (Alps de l'Alta Provença). També es van rodar seqüències al poble de Mostier de Santa Maria, situat a les Gorges del Verdon, i a la vora del llac de Sainte-Croix. El segon i tercer capítols es filmen al càmping «Les Gorges du Chambon», situat a Aimostier (Charente), a uns quaranta quilòmetres a l'est d'Angulema.
Posteriorment, la producció es va traslladar definitivament al «Camping de l'Arquet», un establiment situat a la Còsta Blava al poble de La Couronne a Lo Martegue (Boques del Roine). També es roden imatges a la platja de La Saulce, i al centre de la ciutat de Lo Martegue. Aquesta ubicació va ser escollida especialment per la seva facilitat d'accés per a equips i actors procedents de París. A mesura que la sèrie anava creixent i l'equipament es multiplicava (bar, supermercat...), es va construir un càmping fals al costat de l'autèntic, però encara es roden algunes seqüències enmig de campers reals. El rodatge es fa en temporada baixa, d'abril a juliol i de setembre a desembre.